# Kurczak ze śliwkami (film)
Kurczak ze śliwkami (fr. Poulet aux prunes) – niemiecko-francuski komediodramat z 2011 roku w reżyserii Marjane Satrapi i Vincenta Paronnauda. Adaptacja komiksu o tym samym tytule autorstwa Satrapi.

## Fabuła
Teheran, rok 1958. Nasser-Ali jest wirtuozem specjalizującym się w grze na skrzypcach. W czasie kłótni z żoną jego instrument zostaje zniszczony. Nie mogąc grać, Nasser-Ali traci całą radość życia. Kładzie się w łóżku, czekając na śmierć.

## Obsada
- Isabella Rossellini –  matka Nassera Alego Khana
- Maria de Medeiros – Faranguisse
- Golshifteh Farahani – Irâne
- Mathieu Amalric – Nasser-Ali
- Jamel Debbouze – Houchang
- Édouard Baer – Azraël
- Eric Caravaca – Abdi
- Enna Balland – Lili
- Chiara Mastroianni – dorosła Lili